# Кім Сонг Во
Кім Сонг Во (кор. 김상욱; нар. 21 квітня 1988, Сеул) — південнокорейський хокеїст, крайній нападник клубу АХЛ «Анян Халла». Гравець збірної команди Південної Кореї.

## Ігрова кар'єра
Професійну хокейну кар'єру розпочав 2010 року.
Захищав кольори професійної команди «Деймунг Сангму». Наразі ж грає за клуб АХЛ «Анян Халла».
Виступає у складі збірної Південної Кореї, зокрема грав на зимових Олімпійських іграх 2018 року.
На чемпіонаті світу 2025 року у першому дивізіоні, корейця визнали найкращим нападником турніру.

## Нагороди та досягнення
- Чемпіон Азійської хокейної ліги в складі «Анян Халла» — 2011, 2014, 2018, 2023.
- Найкращий бомбардир чемпіонату світу (дивізіон I B) — 2025.